# 林应亮
林應亮（1506年—1593年），字熙載，號少峯，福建省福州府侯官縣北屿（今南屿水西林）人，明朝政治人物。

## 生平
嘉靖七年（1528年）戊子福建鄉試第六十八名舉人，嘉靖十一年（1532年）壬辰科三甲一百六名進士。刑部观政，授直隸鳳陽府潁上县知县，次年，调浙江嘉興府秀水縣知縣，升戶部湖廣清吏司主事。
此後，出官常德府知府。嘉靖二十五年（1546年），擢廣西兵備副使。嘉靖三十一年（1552年），擔任江西兵備副使。再改廣西布政使，嘉靖四十年（1560年）再升都察院右副都御史。官至户部右侍郎，總督倉場。萬曆二十一年（1593年）卒。

## 著作
著有《少峯草堂诗集》二卷。

## 家族
曾祖林世亨；祖林汝和，封戶部主事；父林春澤，府同知；母陳氏（封安人）。具慶下，妻鄭氏，弟應彥。子林如楚（廣東提學副使）。